# Baltische Konstitutionelle Partei
Die Baltische Konstitutionelle Partei (BKP) war von 1905 bis 1914 eine livländische politische Partei. Ihr Gründungsdatum ist der 9. November 1905, sie wurde ebenfalls 1905 durch den livländischen Gouverneur genehmigt. 1906 hatte sie 7800 Mitglieder, von denen die Mehrzahl in Riga beheimatet war. Seit 1910 gehörte sie der Union der baltischen Verfassungsparteien an.

## Geschichte
Nach der russischen Revolution im Jahre 1905 gründeten sich in den Ostseegouvernements, zu denen Estland, Livland und Kurland zählten, mehrere politische Parteien. Hierzu gehörten die „Partei der Rechtsordnung“ und die „Baltische Konstitutionelle Partei“. Ihre Mitglieder rekrutierten sich überwiegend aus dem wohlhabenden baltischen Adel, ihnen ging es zum größten Teil um die Besitzstandswahrung und den Persönlichkeitsgarantien. Das Organ der Partei war die Rigasche Rundschau.

## Politische Ausrichtung
Mit ihrem Grundsatzprogramm stand die BKP auf dem Boden des viergliedrigen (allgemeines, gleiches, direktes und geheime) Wahlrechts. Sie verlangte demokratische Persönlichkeitsgarantien, Dezentralisation, Gleichberechtigung der verschiedenen Sprachen, Sozialpolitik, Einkommensteuer  und eine stabile Staatsgewalt. Des Weiteren gehörte die Gewährung lokaler Selbstverwaltung zum Parteiprogramm. Im Gründungsaufruf der Baltischen Konstitutionellen Partei hieß es: 

„…Es ist daher hohe Zeit, daß, nachdem uns die Garantien für die bürgerliche Freiheit nach dem erklärten unbeugsamen Willen Sr. Majestät gegeben sind, alle Bewohner unsrer baltischen Lande, ohne Unterschied des Standes, der Nationalität und Konfession sich zusammenschließen zur Wahrung und Ausgestaltung der uns gewährten Freiheit, zur Wiederherstellung geordneter Zustände auf dem Wege friedlicher Arbeit und zur Durchführung zeitgemäßer Reformen, bei denen es insbesondere das Wohl der unbemittelten Bevölkerungsklassen zu heben gilt. Geleitet von diesen Gesichtspunkten und durchdrungen von dem Gedanken, daß nicht allein die Staatsgewalt, sondern vor allem die bürgerliche Gesellschaft selbst den richtigen Ausweg aus diesen Wirrnissen zu suchen und zu finden hat, tritt eine Partei zusammen, welche unter dem Namen Baltische konstitutionelle Partei die nachstehenden grundlegenden Programmpunkte angenommen und festgestellt hat.“  Unter anderem heißt es: „4) Gesetzliche Gewährleistung der Gewissensfreiheit, der Unantastbarkeit der Person, der Freiheit in Wort und Schrift, der Vereins- und Versammlungsfreiheit; Aufhebung sämtlicher die Religionsfreiheit einschränkender Bestimmungen. Gleichstellung aller Staatsbürger vor dem Gesetz, unter Aufhebung aller bisher einzelne Bevölkerungsgruppen, Konfessionen und Nationalitäten einschränkenden Bestimmungen.“

## Persönlichkeiten
Erwin Moritz, Karl Dehio, Werner Zoege von Manteuffel, Alexander Baron Meyendorff,  Oskar Brackmann, Theodor von Richter, George Armitstead, Alexander von Tobien, Friedrich von  Samson-Himmelstjerna, Theodor von Richter,  Friedrich von Richter und Hermann Ammende.

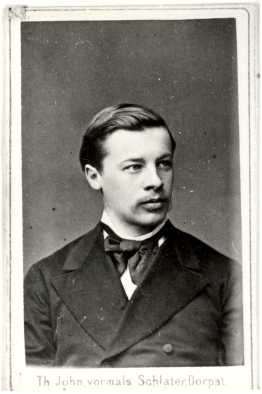
Karl Dehio
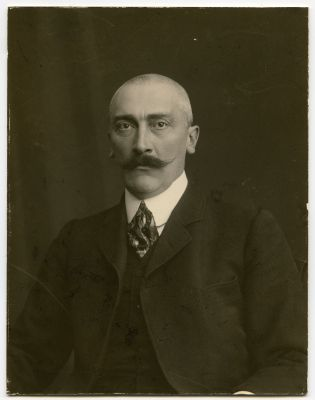
Werner Zoege von Manteuffel
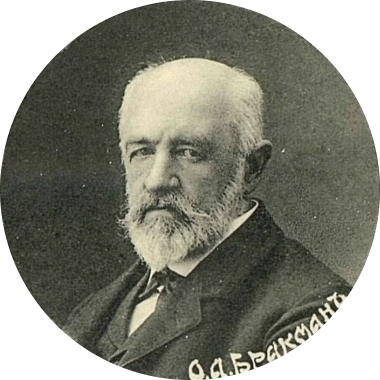
Oskar Brackmann
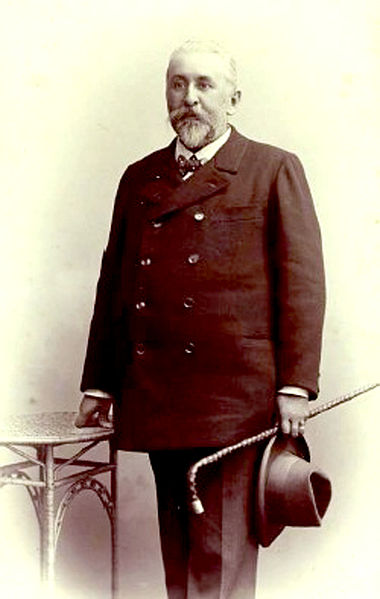
George Armitstead
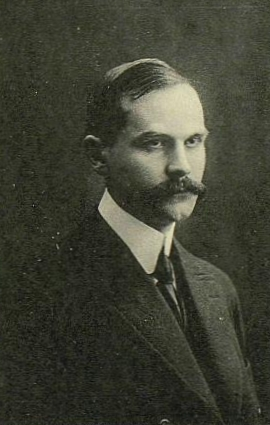
Alexander Baron von Meyendorff